# Прожиточный минимум
Прожиточный минимум — стоимостная величина достаточного для обеспечения нормального функционирования организма человека и сохранения его здоровья набора пищевых продуктов, а также минимального набора непродовольственных товаров и услуг, необходимых для удовлетворения основных социальных и культурных потребностей личности.
Объём прожиточного минимума содержит два элемента — физиологический и социальный. Физиологический минимум — это стоимостное выражение материальных ценностей, жизненно необходимых для существования человека. В мировой практике он составляет 85—87 % общего прожиточного минимума, а остальное приходится на социальную часть — определённый набор духовных ценностей, соответствующий минимально приемлемому уровню жизни.
В Германии в 1909—1914 годах чистая недельная зарплата рабочего составляла 28 марок при стоимости жизни в 31,1 марку, что вынуждало жену и трудоспособных детей из большинства рабочих семей работать. В лучшем положении находились рабочие США. По данным бюро статистики штата Массачусетс прожиточный минимум семьи из 5 человек составлял 14,5 долларов в неделю, а нью-йоркское бюро труда оценивало минимальный прожиточный минимум в 10 долларов в неделю. При этом в среднем мужчины в 1899 году зарабатывали 11,2 долларов и в 1914 году — 15,4 долларов. Но зарплата женщин была ниже — 6 и 8,2 долларов в обоих случаях. Ниже прожиточного минимума была зарплата рабочих афроамериканского происхождения — в 1911 году в зависимости от отрасли промышленности 10,6—12,3 долларов.

## Определение прожиточного минимума
В мировой практике разработано несколько вариантов определения прожиточного минимума в стране.
- Статистический метод предусматривает установление прожиточного минимума на уровне доходов, которые имеют 10—20 % наименее состоятельных граждан определённой страны. Этот метод можно применять в государствах с достаточно высоким уровнем доходов.
- Субъективный или социологический подход базируется на проведенных социологических опросах населения о необходимом минимальном доходе. Такой метод является скорее консультативным, поскольку его результаты могут быть не подкреплены реальными экономическими возможностями государства, однако он выражает истинные потребности людей.
- Ресурсный метод исходит из возможности экономики обеспечивать прожиточный минимум, он применяется в высокоразвитых странах.
- Комбинированный метод сочетает в себе несколько методов. Так, стоимость питания определяется по нормам, жилищно-коммунальные услуги — фактически, а непродовольственные товары — по их процентной доле в общих затратах.

На практике применяется нормативный метод, который заключается в установлении стоимостной величины прожиточного минимума в качестве минимальной потребительской корзины. Каждое государство имеет свои особенности формирования минимальной потребительской корзины.
Например, в Болгарии было предложено шесть таких корзин, которые давали ряд комбинаций по составу семей согласно их признакам. Пищевая часть корзины содержала градации для работающих, пенсионеров и детей, включая 149 позиций продовольственных товаров.
В разных странах используется или социальный, как в Литве, Беларуси и Эстонии, или физиологический прожиточный минимум, например в России или Казахстане.
В Литве прожиточный минимум определяется на основе потребностей семьи из четырёх человек: мальчик 14 лет, девочка 6—8 лет и двое взрослых. Для других семей используются специальные коэффициенты. Продовольственная доля товаров включает более 50 видов товаров и составляет 45—50 % минимального потребительского бюджета. В Латвии Центральное статистическое управление  c 2014 года прекратило рассчитывать прожиточный минимум, который в декабре 2013-го в последний раз был подсчитан в соответствии с методикой, утвержденной еще в 1991 году, и составил 177 латов, или 252 евро.
Существует ещё один метод формирования уровня прожиточного минимума, так называемый относительный метод. Относительный метод или метод вычисления медианного дохода в основном применяется в государствах с развитой рыночной экономикой. Под медианным доходом следует понимать такой доход, при котором половина населения имеет доход выше заданного, а половина меньше. Так в США, Великобритании, Германии прожиточный минимум устанавливается на уровне 40 % от медианного дохода, в Финляндии, Италии Греции, Испании — 50 %, в Португалии и Ирландии — 60 % соответственно.
При подсчете размера прожиточного минимума учитываются следующие факторы:
- Экономические, включающие требования экономического развития: формирование организационных и правовых основ рыночной экономики, внешнеэкономической деятельности, демократизацию трудовых отношений, меры по наполнению доходной части бюджета;
- Правовые: соблюдение общепризнанных прав человека в соответствии с Международным Пактом «Об экономических, социальных и культурных правах», в котором под правом на труд понимают способность человека самостоятельно зарабатывать себе на жизнь;
- Социальные: общий уровень заработной платы, установление взаимозависимости между оплатой труда и его производительностью, повышение минимальных государственных гарантий заработной платы и трудовых пенсий с постепенным приближением их к уровню прожиточного минимума.

## Применение
Прожиточный минимум как государственный социальный стандарт применяется для
- Общей оценки уровня жизни в стране, что является основой для реализации социальной политики и разработки отдельных государственных социальных программ;
- Установления размеров минимальной заработной платы и минимальной пенсии по возрасту, определения размеров социальной помощи, пособий семьям с детьми, пособия по безработице, а также стипендий и других социальных выплат исходя из законодательных требований той или иной страны;
- Определения права на назначение социальной помощи;
- Определения государственных социальных гарантий и стандартов обслуживания и обеспечения в отраслях здравоохранения, образования, социального обслуживания и других;
- Установления величины не облагаемого налогами минимума доходов граждан;
- Формирования государственного бюджета страны и местных бюджетов.

## Ссылка
- Прожиточный минимум // Словарь финансово-правовых терминов / Под. ред. д. ю. н., проф. Л. К. Вороновой. — 2 изд., перераб. и доп. — М .: Алерта, 2011—558 с.
- [leksika.com.ua/11080428/legal/prozhitkoviy_minimum Прожиточный минимум // Юридическая энциклопедия: В 6 томах. / Редколлегия Ю. Шемшученко (отв. ред.) и др.]. — М.: Украинская энциклопедия, 1998. — ISBN 9667492001.